# George Henry Johnston
George Henry Johnston (* 20. Juli 1912; † 22. Juli 1970) war ein australischer Journalist, Kriegsberichterstatter und Romanautor, der vor allem durch My Brother Jack bekannt wurde. Er war der Ehemann und literarische Mitarbeiter von Charmian Clift.

## Leben
George Henry Johnston wurde in Melbourne geboren und arbeitete zunächst als Journalist bei der Zeitung Melbourne Argus. Eine gewisse Berühmtheit erlangte er durch seine Reportagen als Korrespondent während des Zweiten Weltkriegs. Mit seiner zweiten Frau, Charmian Clift, wurde er als Europakorrespondent nach London entsandt. Johnston gab seine journalistische Karriere 1954 auf und zog mit Clift auf die griechische Insel Hydra, wo er hauptberuflich zu schreiben begann und am internationalen Künstlerkreis der Insel teilnahm, darunter der kanadische Dichter Leonard Cohen und die skandinavischen Romanautoren Axel Jensen und Göran Tunström. Während seiner Zeit dort erkrankte er an Tuberkulose. Im Jahr 1964 kehrte er nach Sydney zurück.
Johnston ist vor allem für seine Trilogie semi-autobiografischer Romane bekannt: My Brother Jack, Clean Straw for Nothing und A Cartload of Clay.
Er war Vater von vier Kindern, den Töchtern Gae (mit seiner ersten Frau Elsie Esme Taylor) und Shane, sowie zwei Söhnen: Jason und der Dichter Martin Johnston. Aus den Namen seiner Kinder kreierte er das Pseudonym Shane Martin, unter dem er insgesamt fünf Kriminalromane veröffentlichte.
George Johnston wurde 1970 für seine Verdienste um die Literatur zum Officer of the Order of the British Empire (OBE) ernannt und starb im selben Jahr im Alter von 58 Jahren an Lungentuberkulose. 

## Bibliographie

### Romane
- Death Takes Small Bites (1948)
- The Moon at Perigee (1948)
- High Valley (1949; zusammen mit Charmian Clift)
- The Big Chariot (1953; mit Clift)
- The Cyprian Woman (1955)
- The Sponge Divers (1955; mit Clift)
- The Sea and the Stone (1955; mit Clift)
- The Darkness Outside (1959)
- Closer to the Sun (1960)
- The Far Road (1962)
- My Brother Jack (1964)
- The Far Face of the Moon (1965)
- Clean Straw for Nothing (1969)
- A Cartload of Clay (1971)

### Als Shane Martin
- The Saracen Shadow (1957)
- Twelve Girls in the Garden (1957)
- The Man Made of Tin (1958)
- The Myth is Murder (1959)
- A Wake for Mourning (1962)

### Sachliteratur
- Battle of the Seaways: From the Athenia to the Bismarck (1941)
- Grey Gladiator: H.M.A.S. Sydney with the British Mediterranean Fleet (1941)
- Australia at War (1942)
- New Guinea Diary (1942)
- Pacific Partner (1944)
- Skyscrapers in the Mist (1946)
- Journey Through Tomorrow (1947)
- The Australians  (1966)

## Film
In der acht Folgen beinhaltenden – in Norwegen und Griechenland gedrehten – Drama-Serie "So long, Marianne" wird auch Johnston (gespielt von Noah Taylor) umfangreich porträtiert, wie er mit seiner Frau Charmian Clift auf Hydra lebt. Der Film selbst spielt in den Jahren 1960 und 1967 und erzählt die Liebesgeschichte zwischen dem kanadischen Sänger und Dichter Leonard Cohen und der Norwegerin Marianne Ihlen.